# Nagypél község
Nagypél község (románul: Comuna Pilu) község Arad megyében, Romániában. Központja Nagypél, hozzá tartozik Gyulavarsánd.

## Népessége
A 2011-es népszámlálás adatai alapján a község népessége 2060 fő volt.